# Leon Šušnja
Leon Šušnja (Široki Brijeg, 5. kolovoza 1993.) hrvatski je reprezentativni rukometaš.
S hrvatskom seniorskom reprezentacijom osvojio je zlato na Mediteranskim igrama u Tarragoni 2018. Bio je član hrvatske reprezentacije koja je osvojila srebro na Svjetskom prvenstvu u Hrvatskoj, Danskoj i Norveškoj 2025.